# ŠK Kiseljak
ŠK Kiseljak – bośniacko-hercegowiński klub z siedzibą w Kiseljaku.

## Historia
Klub został założony w 1956 roku. W 1999 roku zespół zadebiutował w Pucharze Europy. W fazie grupowej, po pokonaniu Jurydycznej akademіi Charków, ŠK Radonja Bojović Nikšić i Chimika Biełorieczensk Kiseljak zajął pierwsze miejsce. W fazie finałowej klub wygrał z Sibirem Tomsk i Beer Sheva Chess Club, a przegrał z Agrouniverzalem Zemun, zajmując w klasyfikacji pucharu trzecie miejsce. W 2000 roku klub uzyskał 14. miejsce w Pucharze Europy, kolejnym sezonie – siódme, a w sezonie 2002 został sklasyfikowany na 24. pozycji. W 2003 roku ŠK Kiseljak po raz drugi w swojej historii zajął trzecie miejsce w Pucharze Europy. Bośniacko-hercegowiński zespół odniósł wówczas zwycięstwa nad SK Sparkasse Gleisdorf, Phibsboro Chess Club, Wieśninką Mińsk, DOSzK im. O.W. Momota, Werderem Brema i Alkaloidem Skopje, a przegrał z Tbilisi. Rok wcześniej klub uczestniczył w pierwszej edycji bośniacko-hercegowińskiej Premijer ligi. W latach 2002–2004 ŠK Kiseljak uzyskał wicemistrzostwo kraju, ulegając jedynie Bosni Sarajewo. W 2005 roku zespół zajął trzecie miejsce w klasyfikacji. W latach 2006–2015 zespół nie występował w Premijer lidze, powrócił do niej w roku 2016, uzyskując wówczas siódmą pozycję. Rok później zespół uzyskał piąte miejsce. W 2018 roku Kiseljak nie grał w pierwszej lidze.
W klubie grali m.in. Aleksiej Aleksandrow, Jewgienij Aleksiejew, Zoltán Almási, Zurab Azmaiparaszwili, Étienne Bacrot, Dragiša Blagojević, Goran Čabrilo, Alaksiej Fiodarau, Tamaz Gelaszwili, Giorgi Giorgadze, Wasilij Jemielin, Michaił Kobalija, Borko Lajthajm, Symbat Lyputian, Aleksiej Ługowoj, Juraj Nikolac, Predrag Nikolić, Liviu-Dieter Nisipeanu, Mladen Palac, Miodrag Savić, Dalibor Stojanović, Zurab Sturua, Emil Sutowski i Milan Vukić.